# Ива мохнатая
И́ва мохна́тая (лат. Salix lanata) — вид цветковых растений из рода Ива (Salix) семейства Ивовые (Salicaceae).

## Распространение и экология
В природе ареал вида охватывает Шотландию, Скандинавию, северные районы Европейской части России и Сибири.
Произрастает в тундрах, лесотундрах и субальпийском поясе гор на увлажнённых, каменистых, щебнистых субстратах, по берегам рек, влажным лощинам и склонам.

## Ботаническое описание
Приземистый или прямой кустарник высотой от 10 см до 2—3 м, в природе шарообразной формы. Ветви толстые, узловатые, серо-бурые, мохнатые или войлочные.

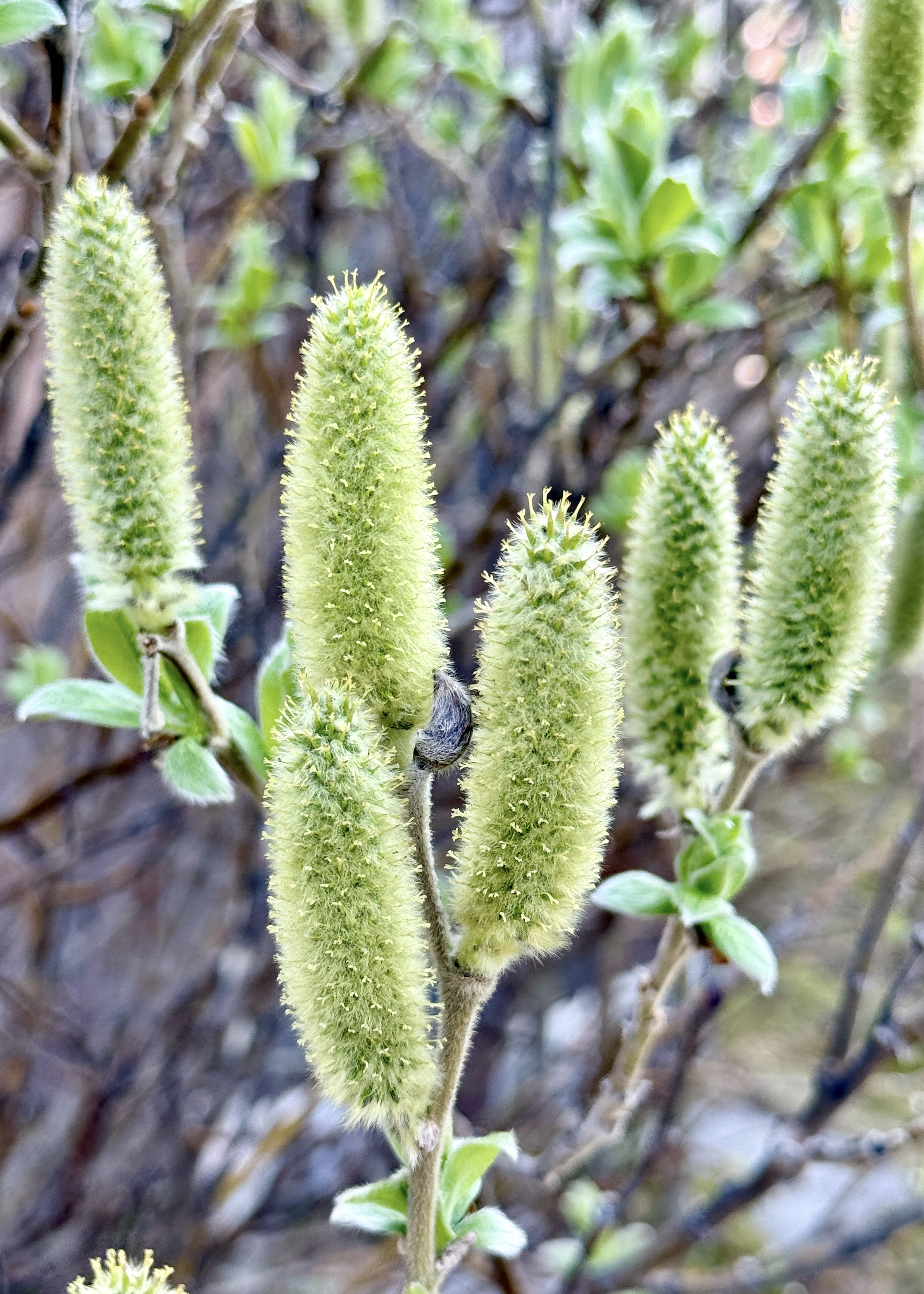
Женские серёжки. Салехард

Почки крупные, яйцевидные, бурые, шерстисто-волосистые, генеративные резко отличаются от вегетативных. Прилистники косо-яйцевидные или полусердцевидные, длиной 0,2—0,7 см. Листья эллиптические или округло-эллиптические, спереди закруглённые, в основании округлые, сердцевидные или тупо-клиновидные, цельнокрайные, плотные, сверху тускло-зелёные, снизу бледные, длиной 2—7,5 см, шириной 2—4 см.
Серёжки ранние, сидячие, одиночные или собраны по 2—4 на концах прошлогодних побегов, длиной 3—6 см, густоцветковые, золотисто-жёлтые. Прицветные чешуи чёрные, яйцевидные или обратнояйцевидные, заострённые, длиной 2—3 мм, густо-золотисто-волосистые. Тычинки в числе двух, свободные, реже в основании сросшиеся, голые, с жёлтыми, яйцевидными пыльниками и одиночным, продолговатым, тупым нектарником. Завязь коническая, сжатая с боков, длиной до 7 мм, светло-зелёная, голая; столбик длинный, до 4—5 мм, часто косо прикрепленный; рыльца продолговатые, цельные или двулопастные.
Цветение в июне — июле, после распускания листьев.

## Химический состав
В 100 кг абсолютно сухого корма содержится 12,6 кг переваримого белка и 107,5 кормовых единиц. Зола содержит (в процентах): 3,86 натрия, 21,50 калия, 2,33 магния, 0,25 хлора, 9,31 серы, 11,65 кремния. В абсолютно сухом корме содержится (в процентах): золы 6,1, натрия 0,236, калия 1,318, магния 0,143, серы 0,571, хлора 0,0153, кремния 0,709.

## Значение и применение
Высоко питательное кормовое растения, дающее прекрасно поедаемый и питательный корм для северного оленя (Rangifer tarandus). Оленем поедаются листья и молодые ветки, которые хорошо им перевариваются.
Кора содержит от 6 до 10 % таннидов.
Очень декоративна своей серебристой листвой.

## Таксономия
Вид ива мохнатая входит в секцию Lanatae подрода Vetrix, рода Ива (Salix) семейства Ивовые (Salicaceae) порядка Мальпигиецветные (Malpighiales). Таксономическая схема в соответствии с Системой APG IV по состоянию на июнь 2025 года:
|  |                                      |  |                                   |                                   |                  |  | ещё 35 семейств | ещё 35 семейств |                  |  |  |  | ещё 624 подтвержденных вида и 1 032 вида, ожидающих подтверждения |
|  |                                      |  |                                   |                                   |                  |  | ещё 35 семейств | ещё 35 семейств |                  |  |  |  | ещё 624 подтвержденных вида и 1 032 вида, ожидающих подтверждения |
|  |                                      |  |                                   | порядок Мальпигиецветные          |                  |  |                 |                 | род Ива          |  |  |  |                                                                   |
|  |                                      |  |                                   | порядок Мальпигиецветные          |                  |  |                 |                 | род Ива          |  |  |  |                                                                   |
|  | отдел Цветковые, или Покрытосеменные |  |                                   |                                   | семейство Ивовые |  |                 |                 | вид Ива мохнатая |  |  |  |                                                                   |
|  | отдел Цветковые, или Покрытосеменные |  |                                   |                                   | семейство Ивовые |  |                 |                 |                  |  |  |  |                                                                   |
|  |                                      |  | ещё 63 порядка цветковых растений | ещё 63 порядка цветковых растений |                  |  |                 | ещё 55 родов    | ещё 55 родов     |  |  |  |                                                                   |
|  |                                      |  |                                   | ещё 63 порядка цветковых растений |                  |  |                 |                 | ещё 55 родов     |  |  |  |                                                                   |